# HIAS
HIAS (en anglès: Hebrew Immigrant Aid Society) (en català: Societat d'Ajuda a l'Immigrant Hebreu) és una organització benèfica situada als Estats Units, creada en 1881. En 1909, la Societat Jueva per a la Promoció dels Immigrants es va fusionar amb l'Associació Hebrea de Cases de Refugi. La nova organització va adoptar l'abreviatura HIAS. En 1914, les oficines de HIAS estaven operant a Baltimore, Boston, Filadèlfia i Washington DC
Encara que HIAS va ser establert inicialment per ajudar els refugiats jueus, en 1975 el Departament d'Estat va demanar a HIAS que ajudés a reasentar a 3.600 refugiats vietnamites. Des d'aleshores, l'organització continua oferint suport als refugiats de totes les nacionalitats, religions i orígens ètnics. L'organització treballa amb persones les vides de les quals i la seva llibertat es creu que estan en risc degut a la guerra, la persecució o la violència. HIAS té oficines als Estats Units i a Amèrica Llatina, Europa, Àfrica i Orient Mitjà. Des dels seus inicis, HIAS ha ajudat a reasentar a més de 4,5 milions de persones.
Actualment, HIAS continua ajudant als immigrants jueus a tot el món. No obstant això, a mesura que el nombre de refugiats i immigrants d'origen jueu ha disminuït significativament, la societat HIAS va assumir la funció d'ajudar els refugiats i immigrants de qualsevol origen, com els refugiats d'Iran, facilitant la reunificació familiar i l'assentament als Estats Units. HIAS també treballa al Congrés dels Estats Units per defensar els interessos dels refugiats i immigrants en la presa de decisions polítiques.